# ギラネ・エンドゥ
ギラーヌ・ヌダウ（Guirane N'Daw, 1984年4月24日 - ）はセネガル・リュフィスク出身の同国代表サッカー選手。現在は無所属。ポジションはミッドフィールダー。

## 経歴

### フランスでの初期時代
FCソショーの下部組織でキャリアを始める。トップチームでは120試合以上に出場。2007年のクープ・ドゥ・フランス決勝ではフル出場を果たし、PK戦の末オリンピック・マルセイユを破った。2008年7月23日、リーグ・アンに昇格したFCナントに移籍したが1シーズンでリーグ・ドゥに降格した。2009-10シーズンはASサンテティエンヌに期限付き移籍し、シーズン後にはオプションが自動行使され300万ユーロで完全移籍した。

### 国外への期限付き移籍
2011年1月24日、プリメーラ・ディビシオンのレアル・サラゴサにローンで加入した。同年8月23日にはチャンピオンシップのバーミンガム・シティFCにレンタルされ、UEFAヨーロッパリーグのSCブラガ戦でデビューした。ELで数試合に出場した後、12月7日のハル・シティAFC戦にてリーグデビューを飾った。キース・フェイヒーと共にバーミンガムの中盤でレギュラーの座を確立し、アフリカネイションズカップ2012によってクラブを離脱する前の2012年1月6日にレンタル期間が延長された。グルーブリーグで早々に敗退したネイションズカップからクラブに帰還するとコンディションを崩した。4月10日のウェストハム・ユナイテッドFC戦でハムストリングの故障が再発し、67分で交代することを余儀なくされた。2012-13シーズン前半はイプスウィッチ・タウンFCへローン移籍した。
サンテティエンヌとの契約満了後、2013年9月4日にギリシャ・スーパーリーグのアステラス・トリポリスFCと1年契約を結んだ。

### フランス復帰
2014年7月23日、FCメスと2年契約を結びフランスに復帰。翌年7月16日にはRCランスに2年契約で移籍した。

## 代表歴
- セネガル代表 2004-
  - アフリカネイションズカップ出場 (2006, 2008, 2012)

## タイトル
FCソショー
- クープ・ドゥ・ラ・リーグ (1) : 2004
- クープ・ドゥ・フランス (1) : 2007